# Frederik Christian Kaas (ammiraglio 1725)
Frederik Christian Kaas (Rydbjerg, 1º dicembre 1725 – Copenaghen, 18 gennaio 1803) è stato un ammiraglio danese, che fu comandante della spedizione contro Algeri nel corso della guerra danese-algerina. Insignito del titolo di Cavaliere dell'Ordine dell'Elefante Bianco, dell'Ordine del Dannebrog e di quello dell'Unione Perfetta.

## Biografia

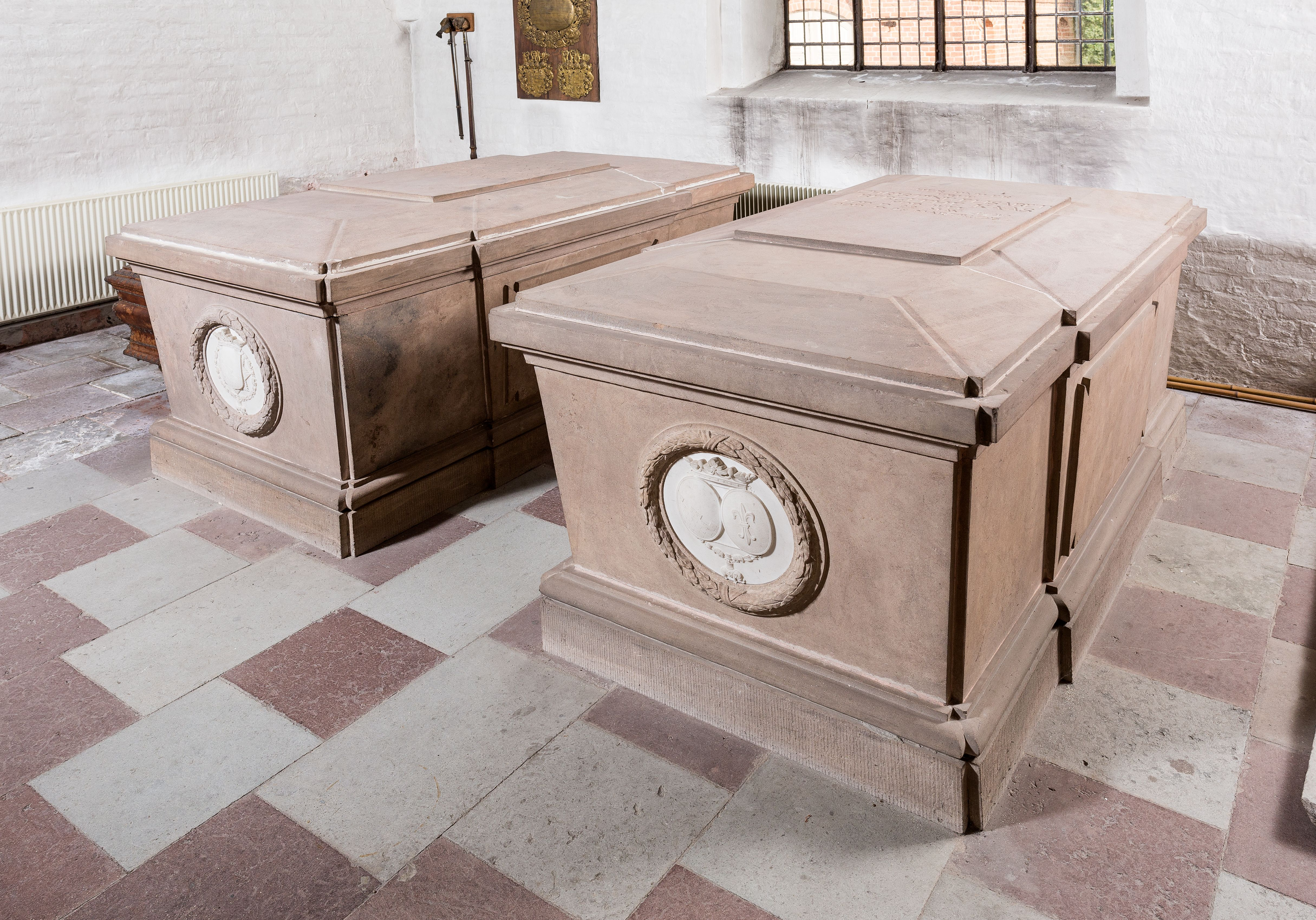
Le tombe di Frederik Christian Kaas e di sua moglie Christine Elisabeth Kaas nella chiesa di Fraugde.

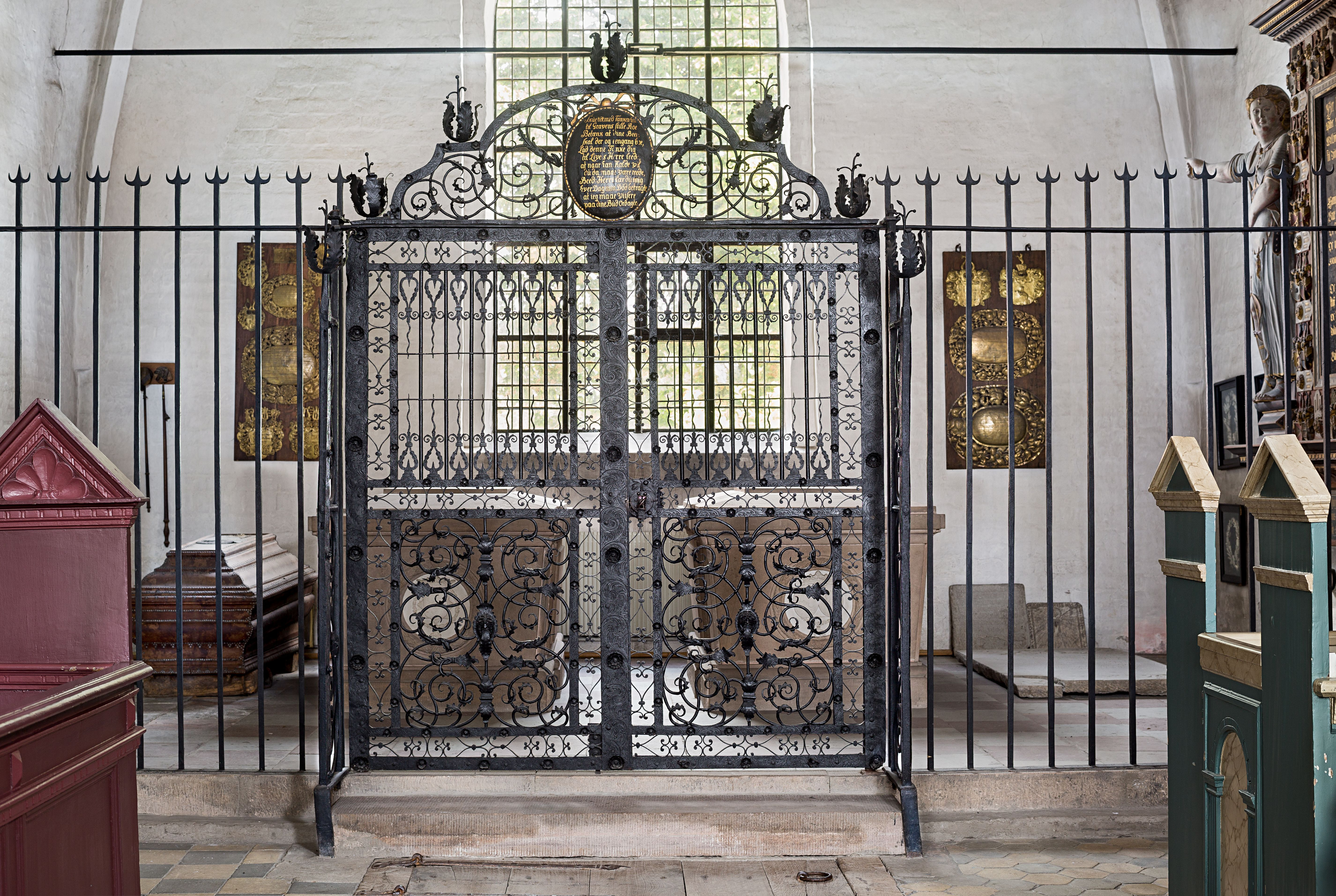
Ancora le tombe di Frederik Christian Kaas e di sua moglie Christine Elisabeth Kaas nella chiesa di Fraugde.

Nacque a Rydbjerg, vicino al fiordo di Ringkøbing, il 1 dicembre 1725 figlio di Hans e di Agatha Rodsteen Banner. Nel 1739 entrò nella Marina reale come cadetto, e nel 1743 fu promosso sottotenente imbarcato sulla nave scuola cadetti Hekla e poi, tra il 1745 e il 1746 fu con la fregata Falster nel Mediterraneo, dove la nave si unì allo squadra al comando di Ulrik Danneskiold-Samsøe al largo di Algeri.
Il 28 ottobre 1746 fu promosso tenente, e il 28 giugno 1748 gli fu concesso di recarsi nei Paesi Bassi a proprie spese per curare una ferita su una guancia. Ricoprì vari incarichi presso la corte reale dal 1750 al 1760. Nel 1750 fu secondo in comando della fregata Docquen, nave impiegata nell'addestramento dei cadetti. Nel 1751 prese parte alla spedizione diplomatica del capitano Simon Hooglant in Marocco, dove fu incaricato del comando delle navi mercantili della spedizione. Mentre era a terra presso la nuova stazione commerciale, con il capitano Hooglant che si era recato ad Algeri, fu arrestato (con altro personale militare e civile) e trattenuto dai marocchini e rilasciato solo il 3 giugno 1753, dopo la firma del trattato avvenuta nel maggio precedente. Ritornato in Danimarca sulla fregata Christiansborg ricevette l'apprezzamento del re per il comportamento da lui tenuto durante i suoi due anni di prigionia, e la promozione al grado di capitano. Nel 1754 salpò nuovamente per il Marocco come capitano della nave mercantile Fridericus Quartus. Sposò la sua prima moglie, Susanne Jacoba Fabritius, nel 1757, ma essa morì nel 1762. Prima del 1760 prese parte a molti altri viaggi con navi nel Mediterraneo, prima sulla fregata Blaa Heyren, e poi sul vascello Slesvig, in uno dei quali portò il diplomatico Lucas che sarebbe stato console danese in Marocco. Al ritorno in Danimarca, la sua nave, la Slesvig, fu messa in quarantena per otto giorni ma egli, in qualità di capitano, venne autorizzato a sbarcare. Nel 1758 fu promosso comandante, e in qualità di capitano della fregata Møen in un convoglio nel Mediterraneo, e al ritorno ricevette istruzioni dal Tesoro circa una nuova missione a Tunisi che intraprese con due fregate al suo comando. Al suo ritorno in Danimarca nel novembre 1758, quando alzava la sua insegna sulla fregata Hvide Ørn, condusse le fregate a Frederiksværn come loro quartier generale invernale e poi si recò a Copenaghen per consegnare il suo rapporto sugli Stati barbareschi. Da questo momento fu molto richiesto come comandante di varie navi di linea appartenenti alle squadre navali di stanza nelle acque danesi, e comandò il vascello Oldenborg  nel 1759, il Sejeren nel 1760, con cui si recò ancora in Marocco, e nel 1762 ancora lo Oldenborg.
Nel 1764, dopo un periodo di dubbia salute, sposò la sua seconda moglie, Christine Elisabeth Birgitte Juul, figlia del generale Ove. Divenuto commodoro nel 1766, da quest'anno ricoprì incarichi nel Admiralitets- og Kommissariatskollegium, salendo di anzianità (come con il suo grado navale) fino al 1775, quando divenne primo deputato e rappresentante reale. Mantenne questa posizione fino al suo ritiro nel 1781. Nel 1768 fu insignito del collare dell'Ordine dell'Unione Perfetta e divenne Cavaliere Bianco dell'Ordine del Dannebrog.
Il 29 gennaio 1768 fu promosso contrammiraglio. Nel 1769 la Danimarca organizzò un'importante spedizione in Algeria di cui fu nominato comandante, data la sua vasta conoscenza e la reputazione di cui godeva in quella zona. La squadra navale salpò nel maggio 1770, ma quando i negoziati fallirono, si rivelò inadatta a forzare la questione. Le navi di linea avevano un pescaggio troppo grande, mentre le navi bombardiere erano scarsamente equipaggiate e gli equipaggi erano gravemente indeboliti da tifo e dissenteria. Sostituito al comando dal contrammiraglio Simon Hooglant, ritornò in Danimarca chiedendo un'indagine e una corte marziale sulla fallita spedizione. La corte stabilì che sia lui, che il comandante in capo della Marina, Christian Conrad Danneskiold-Laurvig, e anche il ministro degli Affari esteri Johann Hartwig Ernst von Bernstorff, avevano delle responsabilità sul fallimento della missione. Tuttavia, nessun verdetto fu  emesso quando le indagini vennero bloccate dal governo, ma sia Bernstorff che Danneskiold-Laurvig furono licenziati, mentre lui perse il suo seggio come vice nell'Ammiragliato e suo cugino, il capitano Wolfgang Kaas, la sua posizione di comandante della base navale di Holmen.
Il 30 gennaio 1772, dopo la caduta di Johann Friedrich Struensee, fu promosso viceammiraglio e a partire dal 2 novembre ritorno a ricoprire l'incarico di  primo deputato e rappresentante reale presso l'Admiralitets- og Kommissariatskollegium. L'anno successivo (1773), alzando la sua insegna sul vascello Den Prægtige, fu comandante di uno squadra navale attiva nel Mar Baltico, equipaggiata in occasione degli allora tesi rapporti con la Svezia. Dato che tali rapporti si normalizzarono rapidamente, le navi rientrarono alla base già nel mese di settembre, senza che si verificassero eventi di rilievo. Continuò quindi a gestire l'Ammiragliato, ma fu sostituito nel 1781, poco dopo l'introduzione di una nuova modalità di amministrazione, in cui si tentò invano di mettere ordine nel sistema monetario altamente squilibrato della Marina.
Ritiratosi a vita privata, nel 1790 fu decorato con l'Ordine dell'Elefante e gestì le sue proprietà terriere dal maniero di Fraugdegård, nell'isola di Fionia. Morì il 18 gennaio 1803 a Copenaghen, ed è sepolto nella chiesa di Fraugde.

### Annotazioni
1. ↑  Kaas venne accusato di avere usato un linguaggio troppo duro e bellicoso nella trattative con il bey in relazione al potere che poteva esercitare.

### Fonti
1. 1 2 3 4 5 6 7 8  Runeberg.
2. 1 2 3 4 5 6  Topsøe-Jensen 1935, Vol.1, p. 702.
3. 1 2 3 4 5  Biografiskleksikon.
4. 1 2 3 4 5 6  Topsøe-Jensen 1935, Vol.1, p. 703.
5. 1 2 3 4  Topsøe-Jensen 1935, Vol.1, p. 704.
6. 1 2 3 4 5 6 7 8  Topsøe-Jensen 1935, Vol.1, p. 705.